# 米珍果
米珍果（学名：Maesa acuminatissima）为紫金牛科杜茎山属下的一个种。

## 扩展阅读
- 維基物種上的相關：米珍果